# Závažná Poruba
Závažná Poruba (in ungherese Németporuba) è un comune della Slovacchia facente parte del distretto di Liptovský Mikuláš, nella regione di Žilina.